# Tokyo Actor's Consumer's Cooperative Society
A Tokyo Actor's Consumer's Cooperative Society (東京俳優生活協同組合, Tōkyō Haiyū Seikatsu Kyōdō Kumiai), também conhecida como Haikyō (俳協), é uma agência de talentos, que abriga um grande número de seiyū. A companhia fica localizada em Sendagaya, área de Shibuya, Tokyo, Japão.

## Talentos
| - Miyoko Asō - Issei Futamata - Shūichi Ikeda - Kentarō Itō - Seizō Katō - Hisako Kyōda - Hiroshi Masuoka | - Junko Minagawa - Kazusa Murai - Miki Nagasawa (formado) - Saki Nakajima - Daisuke Namikawa - Sayaka Ohara - Fumiko Orikasa | - Yoshiko Sakakibara - Toshiko Sawada - Junichi Suwabe - Hiroko Taguchi - Gara Takashima - Kōichi Tōchika - Kōichi Yamadera |